# Santa Maria di Lagorara
Santa Maria di Lagorara (conosciuta anche come Santa Maria o Santa Maria di Maissana) è una frazione di 42 abitanti nel comune di Maissana, nell'alta Val di Vara, in provincia della Spezia.

## Geografia fisica
Il paese si sviluppa attorno ad un caruggio che lo attraversa completamente, ed è costeggiato da una viabilità carrozzabile interna che parte dalle rampe di accesso, lungo la SP 52, e termina in località "Carmo", situata alle pendici della rocca di Crapenello.

## Origine del nome
Secondo alcuni studiosi Santa Maria di Lagorara prende il nome da una pietra che da lontano pareva un grosso ago da dove "acus rara"= ago rara, ed oggi Lagorara.

## Storia
Il suo passato risale ai tempi remoti, anteriore al mille. Era il centro della Colonia Romana di Lagorara.
Lagorara verso il 1430/1500, essendo considerato un paese, pare avesse il suo Sindaco.
Il paese, insieme al comune di cui fa parte, nel 1923 è passato dalla Provincia di Genova alla Provincia della Spezia. Negli anni '60 del '900, la maggior parte della popolazione residente era occupata nella vicina Sestri Levante.
A partire dagli anni '60 del XX secolo, il paese è stato caratterizzato da un crescente spopolamento che ha visto molti residenti della zona trasferirsi in centri abitati più grandi nelle vicinanze. Negli ultimi anni si sta assistendo ad un progressivo ripopolamento del paese e, più in generale, della zona.

## Monumenti e luoghi d'interesse

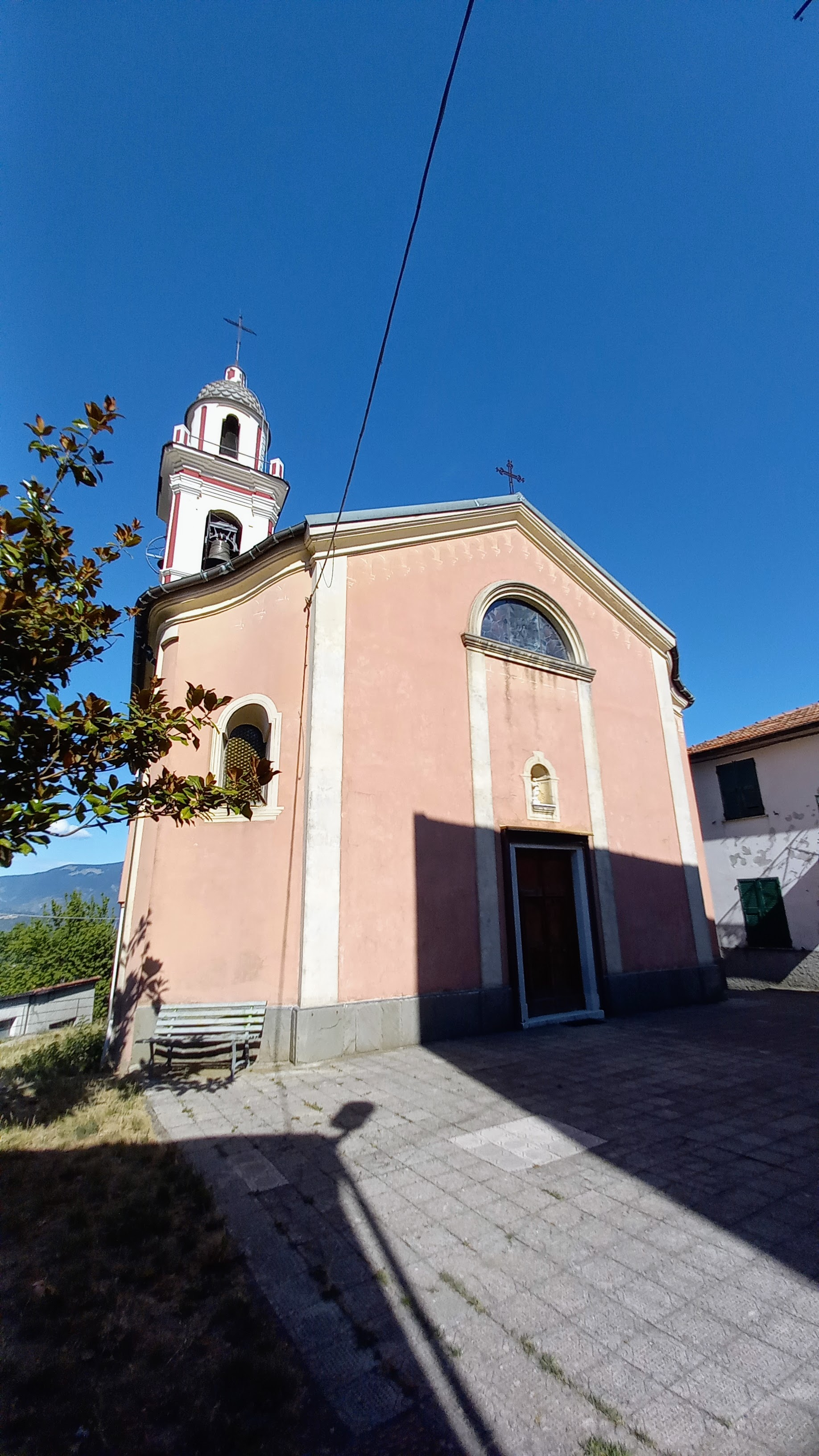
La chiesa di Santa Maria

### Architetture religiose
- Chiesa parrocchiale di Santa Maria Assunta, già citata intorno al 1225. La Parrocchia fu poi incorporata ad Ossegna, ed infine tornò ad essere indipendente per decreto dell’arcivescovo di Genova Mons. Tadini dell’8 maggio 1835. Passò dalla Diocesi di Genova a quella di Chiavari nel 1892 e alla Diocesi della Spezia l’11 ottobre 1959.[4] La chiesa è composta da una grande navata centrale e due piccole navate laterali. All'interno vi sono 6 altari: L'altare maggiore, che è stato spostato in fondo all'abside negli anni '60 a seguito delle nuove indicazioni post-conciliari (con contestuale rimozione del coro ligneo e delle balaustre); Il nuovo altare maggiore, costituito da un semitronco rimosso dall'antico albero presente sul sagrato e da una mensa in legno, inaugurato nel 2015; 4 altari laterali, ognuno sovrastato dalle statue lignee di S.Rocco (patrono del paese), N.S. del Rosario, S. Giuseppe e S. Pietro. Nell'abside, all'interno di una teca, è custodita la statua raffigurante L'Assunzione della Vergine Maria, alla quale è dedicata la Chiesa. La statua è stata recentemente oggetto di restauro, concluso nel 2022. Al suo interno presenta degli affreschi del 1952 eseguiti da Cesare Donati ed è dotata di un organo a canne con trasmissione meccanica, restaurato l'ultima volta nel 1995. Conserva inoltre, nella torre campanaria, il più grande concerto di campane della val di Vara, costituito da 5 bronzi in Do diesis, di cui il peso della sola campana maggiore è di circa 15 quintali.
- Chiesa di Nostra Signora della Misericordia, in località Rocchetta.[4]

### Architetture militari
- Ruderi del Castello di Lagorara, situati poco fuori dall'abitato, in località "Castello".[3]

### Siti Archeologici
- Nei pressi del paese si trova il sito archeologico di Valle Lagorara, visitato ogni anno da scolaresche e appassionati. Nel centro del paese vi è un fabbricato dedicato all'accoglienza di visitatori.

## Cultura

### Festività
- N.S. del Rosario (1ª domenica di Ottobre)
- San Giuseppe (19 Marzo)
- San Pietro e Paolo (29 Giugno)
- N.S. Assunta (15 Agosto)
- San Rocco (16 Agosto)
- Scioglimento del voto a S. Rocco (17 Agosto)

### Eventi[3]
- Mafun in ta stra (3° o 4° sabato di Luglio)
- San rocchino (17 Agosto)